# Juan Zurita
Juan Bautista Zurita Ferrer (ur. 12 maja 1917 w Guadalajarze, zm. 24 marca 2000 tamże) – meksykański bokser, zawodowy mistrz świata kategorii lekkiej.
Rozpoczął karierę boksera zawodowego w 1932. W 1934 został zawodowym mistrzem Meksyku w wadze piórkowej. W tym samym roku stracił ten tytuł po porażce z Rodolfo Casanovą. W 1935 trzykrotnie przegrał z Midgetem Wolgastem i raz z Casanovą, a pokonał m.in. przyszłego mistrza świata w wadze koguciej Sixto Escobara. W 1936 dwukrotnie pokonał Wolgasta, przegrał z Henrym Armstrongiem i po raz kolejny z Casanovą (z którym przegrywał jeszcze dwukrotnie, a raz wygrał w 1938).
W 1938 zdobył tytuł mistrza Meksyku w wadze lekkiej, który stracił, odzyskał i znowu stracił w następnym roku. W 1939 został również ponownie mistrzem Meksyku w wadze piórkowej. Z tytułu tego zrezygnował w grudniu 1943. W 1942 przegrał po raz drugi z Armstrongiem.
8 marca 1944 w Los Angeles pokonał w walce o tytuł mistrza świata organizacji NBA w wadze lekkiej dotychczasowego czempiona Sammy'ego Angotta. 31 marca tego roku w Nowym Jorku przegrał w towarzyskiej walce z Beau Jackiem. 31 stycznia 1945 pokonał przez poddanie w 3. rundzie Mike'a Belloise'a, a w pierwszej obronie tytułu 18 kwietnia tego roku w Meksyku przegrał przez techniczny nokaut w 2. rundzie z Ikiem Williamsem. Po tej walce zakończył karierę.